# Refentse Morake
Refentse Morake (1 augustus 1997) is een Zuid-Afrikaanse zanger uit Vereeniging, Gauteng. Hij zingt voornamelijk in het Afrikaans. 

## Biografie
Hij was zeventien toen hij werd gezien op het trottoir van het huis van zijn ouders in Unitaspark, een buitenwijk van Vereeniging, terwijl hij gitaar speelde en zong. Een dame genaamd Cecilia Marchionna, of beter bekend als tante Kleintjie, hoorde hem. Ze benaderde hem en vroeg of ze een video van hem mocht opnemen en de video op haar Facebook kon posten. Hij stemde toe en dacht dat de "tante" waarschijnlijk maar een paar Facebook-vrienden had, maar dat was een grote onderschatting.
De Facebookvideo trok 30.000 viewers op de eerste dag. Dat aantal groeide naar 160.000 vier dagen later, met blijvende groei. In april 2015 had hij in de Baron van Reedestraat in Oudtshoorn op straat opgetreden toen zijn favoriete zangeres, Karen Zoid, langsliep en hem tien Rand gaf als waardering voor zijn muzikale inspanningen. Die avond namen de organisatoren van het Klein Karoo Nasionale Kunstefees Morake mee achter de schermen van het openingsconcert van het festival, waar hij verschillende muzieksterren ontmoette, waaronder Karen Zoid, en hem een muziekcontract werd aangeboden.
Refentse bracht zijn debuutalbum My Hart Bly in 'n Taal in 2016 uit, en zijn tweede album Deur My Venster in 2017.

## Discografie

### Albums
- 2016: My hart bly in 'n taal[3]
- 2017: Deur my venster[4]
- 2018: Liefdegenerasie
- 2020: Wander in my Woning

### Singles
- 2016: "Sonvanger"
- 2018: "Reisiger"
- 2018: "Liefdegenerasie"
- 2019: "What a Boytjie"
- 2021: "Beauty of Africa"

## Eerbewijzen
- In 2017 ontving Refentse vier Ghoema awards voor zijn album My hart bly 'n taal. Hij liep weg met de prijzen voor Album van die jaar, Manlike kunstenaar van die jaar, Digitale album van die jaar en 'n Ere-toekenning vir beste verkoper.[5]

## Muziekvideo's
- "Toe vind ek jou" op YouTube
- "Breyten se Brief" op YouTube
- "Hei Willemina" op YouTube
- "Sonvanger" op YouTube